# Саратов-Центральный (аэропорт)
Аэропорт Сара́тов-Центра́льный — бывший международный аэропорт федерального значения в Саратове, расположенный в Кировском районе города на Соколовой горе.
Согласно распоряжению Правительства РФ, аэропорт «Центральный» закрыт с 21 августа 2019 года. Все рейсы переведены в новый аэропорт «Гагарин».
По итогам 2016 года общий пассажиропоток аэропорта Саратов составил 433 385 человек.
Оператором аэропорта являлась авиакомпания «Саратовские авиалинии».
В окрестностях Саратова имеются другие аэродромы: спортивный аэродром Дубки, военный аэродром Сокол, посадочная площадка «Шумейка». До 2010 года в Саратове существовал экспериментальный аэродром Саратов-Южный.

## История

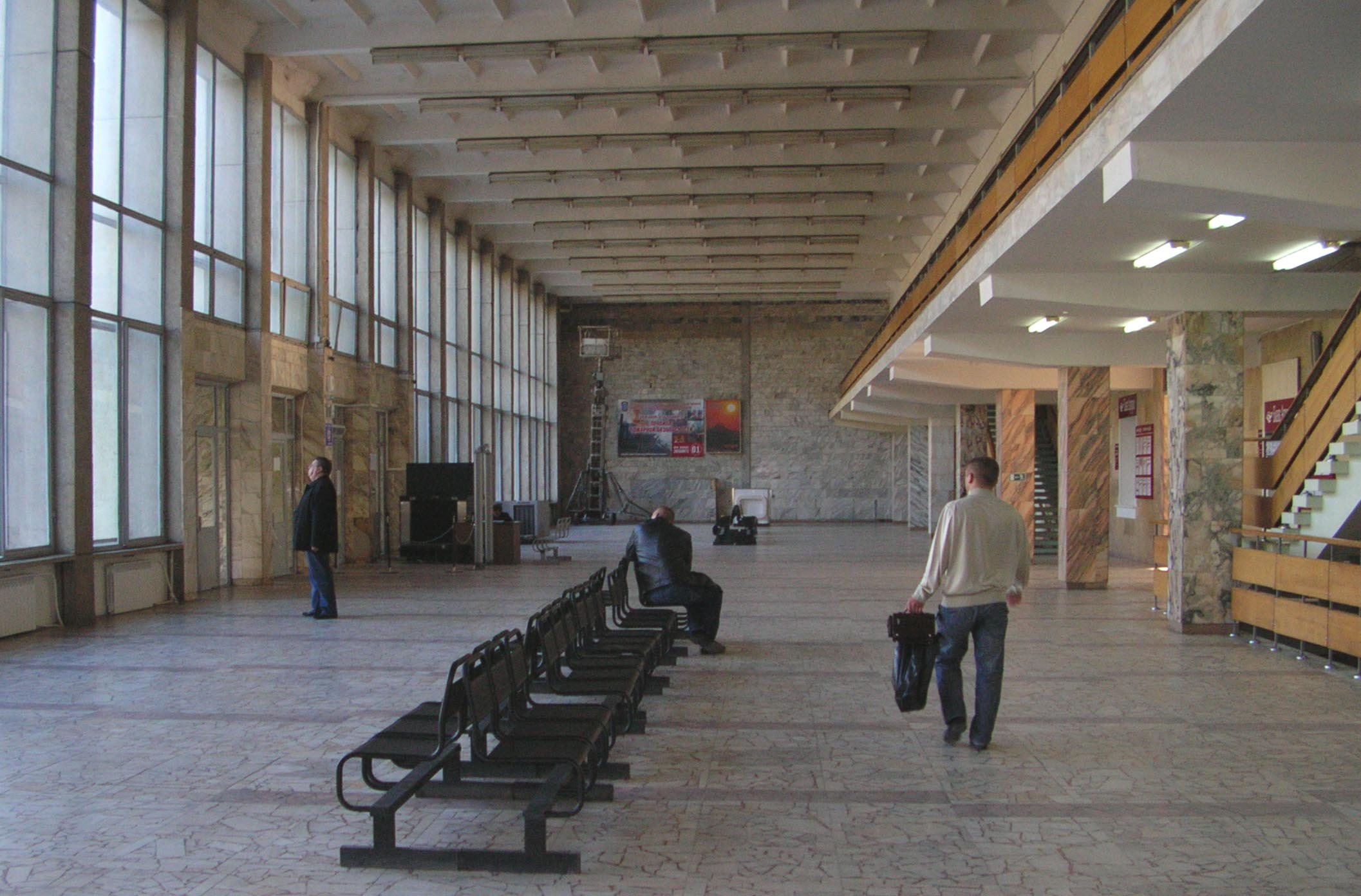
В здании аэровокзала

Первый аэродром в Саратове был создан в 1912 году на месте современной улицы Навашина и южной части Ботанического сада СГУ.
Аэродром на нынешнем месте был основан в 1931 году для проведения авиационных работ в интересах сельского хозяйства. Позднее был построен первый аэровокзал (одноэтажное деревянное здание с верандой), и Саратов-Центральный стал обслуживать пассажирские авиаперевозки.
В 1933 году открыты почтовые линии (на самолётах У-2) Саратов — Марксштадт — Воскресенск — Вольск — Хвалынск, Перелюб — Ивантеевка — Пугачёв — Балаково — Вольск.
В 1934 году Волжским территориальным управлением ГВФ была открыта почтово-пассажирская линия Астрахань — Сталинград — Саратов — Самара — Казань и обратно, общей протяжённостью около 1700 км с ежедневными полётами. В каждый рейс загружалось около 500 кг груза или четыре пассажира и 150 кг почты. Билет для пассажира Сталинград — Саратов, Саратов — Самара стоил 95 рублей, а 1 кг багажа — 1 руб. 20 коп. В том же году открыта почтовая авиалиния по Саратовскому краю (Саратов — Петровск — Балтай — Черкасское — Саратов).
С 1935 года и до 1941 года выполнялись пассажирские рейсы на самолётах «Сталь-2», «Сталь-3» и Р-5, в том числе по линии Саратов — Москва — Саратов.
27 апреля 1935 года приказом № 9 ГУ ГВФ в Саратове образован 242-й авиационный отряд (АО) специального применения.
С 1936 года в авиаотряде было создано санитарное авиазвено. На самолётах У-2, оборудованных специальной кабиной, размещался носилочный больной в лежачем положении.
В 1936 году в аэропорту открыта метеостанция (АМСГ).
В предвоенные годы 242-й авиационный отряд занимал одно из ведущих мест в Московском Управлении ГВФ. В годы Великой Отечественной войны аэродром использовался в том числе и для транспортировки лёгких десантных планёров А-7 конструктора О. К. Антонова к линии фронта. Планёры отцеплялись от буксирующих самолётов и в свободном полёте бесшумно пересекали линию фронта. Успешно миновав зенитные батареи, планёры А-7 сбрасывали груз в заранее условленном месте, либо осуществляли посадку на замаскированные аэродромы в тылу врага.
После войны, во второй половине 1940-х, авиарейсы из Москвы (аэропорт «Быково») выполнялись на аэродром «Разбойщина» (ныне аэродром «Сокол»), так как он был лучше оборудован по сравнению с аэропортом «Центральный». По состоянию на 1949 год выполнялись рейсы (на самолётах Ли-2): Москва (аэропорт «Люберцы») — Пенза — Саратов, Минеральные Воды — Саратов — Куйбышев, Харьков — Саратов. Стоимость авиабилета от Москвы до Саратова составляла в 1949 году 215 рублей (тогда средняя зарплата по СССР составляла 569 рублей).
В 1959 году в аэропорту Саратов-Центральный создан новый аэровокзал: по проекту архитектора В. И. Скоробогатова было реконструировано двухэтажное кирпичное здание вблизи аэропорта, в котором в 1930-40-х годах располагалась планерная школа, а после Великой Отечественной войны — общежитие военного факультета Саратовского медицинского института и авиаремонтных мастерских ГВФ (АРМ-72). Здание было подвергнуто внутренней и внешней перепланировке, получило железобетонный остекленный купол со шпилем.
В 1962 году саратовский аэропорт получил 15 новых самолётов Ан-24 (самолёты Ил-14 передавались на местные воздушные линии). Регулярные рейсы выполнялись в Москву, Сочи, Минеральные Воды, Горький, Куйбышев, Харьков, Волгоград, Баку, Ашхабад. Рейсы по местным воздушным линиям на тот момент выполнялись в 20 пунктов области на 28-местных самолётах Ли-2.
В 1980-90-х годах из аэропорта выполнялись рейсы по местным воздушным линиям на самолётах Л-410 в ряд городов и посёлков области (Александров Гай, Аркадак, Бакуры, Балаково, Балашов, Балтай, Базарный Карабулак, Горный, Духовницкое, Новоузенск, Озинки, Перевесинка, Перелюб, Пугачёв, Турки). Эти рейсы были прекращены в 1992—1993 годах.
С 1984 года саратовский аэропорт начал получать самолёты Як-42 и использовать их для пассажирских рейсов.
На момент распада СССР (1991 год) в аэропорту базировался Саратовский объединённый авиаотряд, включавший:
- 171-й лётный отряд: самолёты Ан-2, Л-410; вертолёты Ми-2 и Ми-8;
- 260-й лётный отряд: самолёты Як-42, Ан-24, Як-40[14].

## Перенос аэропорта
С 1980-х обсуждался вопрос о переносе саратовского аэропорта «Центральный» в другое место, поскольку относительно короткая ВПП не имела возможности удлинения ввиду ограниченности территории аэропорта, а расположение аэропорта в черте города, ставшее следствием расширения территории Саратова, являлось потенциально опасным. Аэропорт предлагалось перенести на военный аэродром в городе Энгельс и эксплуатировать его совместно с военными, однако обнаружились некоторые проблемы, связанные прежде всего с секретностью (на авиабазе дислоцируются стратегические бомбардировщики Ту-160 и Ту-95) военной базы, а также с экологическими проблемами («керосиновые кольца»). Было решено от данной идеи отказаться. Позднее началось рассмотрение вариантов строительства нового аэропорта за чертой города.

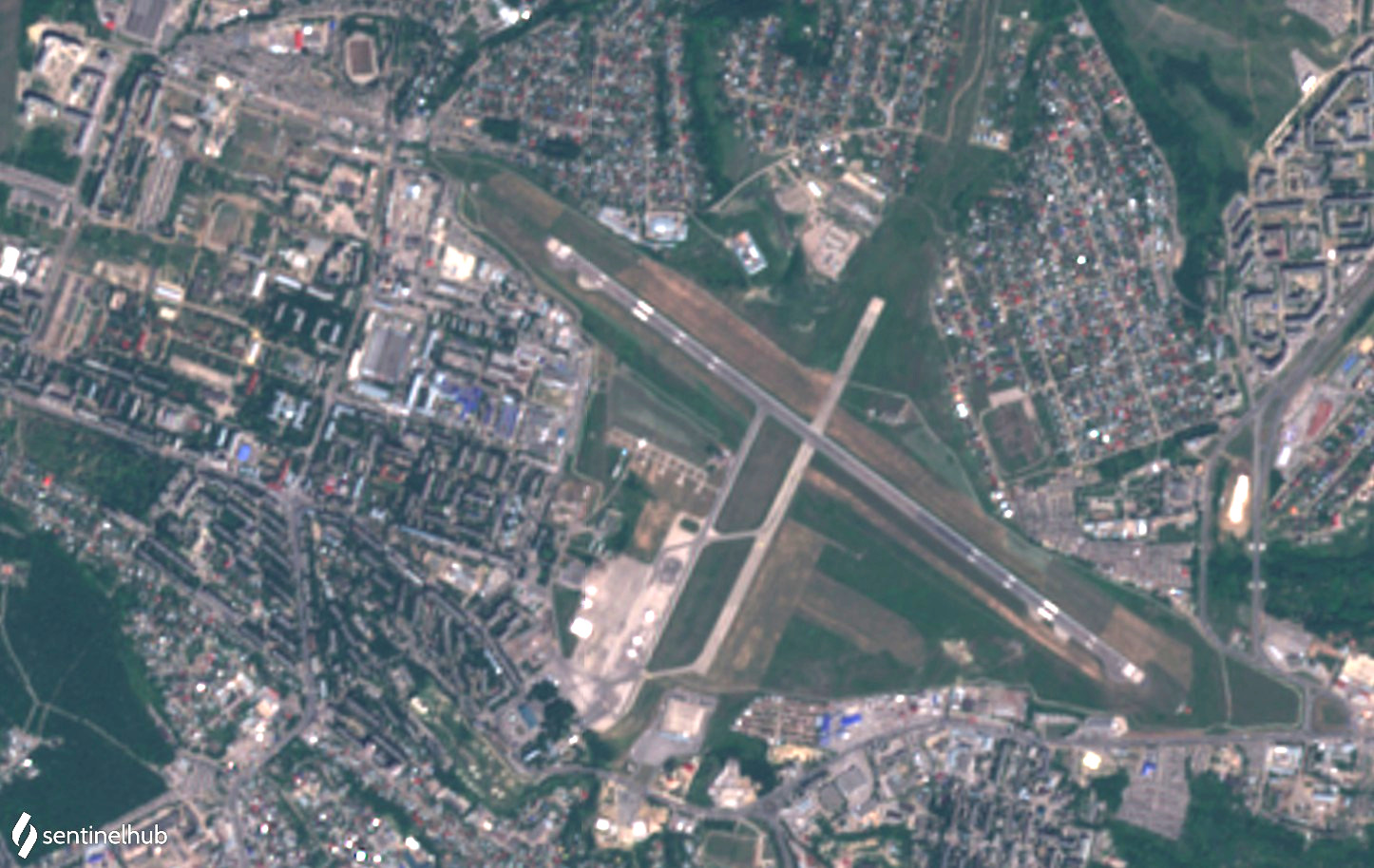
Аэропорт Саратов-Центральный на космоснимке (2016)

Весной 2008 года была выбрана площадка в Сабуровке. Расстояние по прямой от прежнего до нового аэропорта составило 20 км.
22 мая 2018 года строящемуся новому аэропорту официально присвоено имя «Гагарин», в честь Юрия Гагарина.
18 августа 2019 года новый аэропорт «Гагарин» принял технический рейс из Москвы. 20 августа 2019 года аэропорт «Гагарин» начал полноценную работу, с 21 августа аэропорт «Саратов—Центральный» был закрыт.

## Аэродромный комплекс
Аэропорт имел необычную планировку: здание аэровокзала не примыкало непосредственно к летному полю, а было отделено от него сквером.

### Принимаемые типы воздушных судов
На момент закрытия аэропорт принимал самолёты Як-40, Як-42, Bombardier CRJ 100/200, Bombardier Dash 8, Embraer EMB 120 Brasilia, Embraer ERJ-145, Embraer E-190, Embraer E-195, Sukhoi Superjet 100 все более лёгкие, а также вертолёты всех типов. Классификационное число ВПП (PCN) 27/F/C/X/T. Максимальный взлётный вес принимаемых воздушных судов 61 тонна. До 2013 года аэродром принимал также самолёты Ан-12.
С сентября 2015 года аэропорт Саратов-Центральный был допущен к приёму самолетов Sukhoi Superjet 100 с ограничением интенсивности полётов — не более 20 вылетов в сутки.

## Показатели деятельности
| год             | 2013  | 2014  | 2015  | 2016  | 2017  | 2018  |
| тыс. пассажиров | 365,5 | 481,8 | 450,2 | 433,4 | 481,5 | 425,9 |
| Источники:      |       |       |       |       |       |       |

## Авиакомпании и направления
По состоянию на 14 июля 2019 года аэропорт обслуживал рейсы следующих авиакомпаний:

## Происшествия
- 14 июля 2019 года самолет Як-42Д (бортовой номер RA-42418) авиакомпании «ЮТэйр Карго» после посадки на ВПП 30 выкатился за её пределы. На борту находилось 111 пассажиров. Никто из пассажиров не пострадал. На лётное поле после выкатывания были оперативно направлены службы СПАСОП и аэропортовые автобусы. Самолёт получил минимальные повреждения. По предварительным данным, причиной инцидента являлся отказ гидросистем.
- 27 октября 1978 года при заходе на посадку в сложных метеоусловиях в 4,5 км западнее аэропорта потерпел катастрофу самолёт Ан-2 (бортовой номер СССP-05706) Балаковского авиаотряда, выполнявший рейс № 481 Балаково — Саратов. Самолёт был обнаружен только через 22 часа после катастрофы (в связи с крайне неблагоприятными погодными условиями — туманом, осадками) на высоте 287 м над уровнем моря (уровень контрольной точки аэродрома 150 м) на склоне заросшей мелколесьем и кустарником возвышенности. Командир воздушного судна и 11 взрослых пассажиров погибли в момент удара. Двое детей скончались от переохлаждения. Второй пилот и безбилетный пассажир получили тяжёлые ранения[25].
- 10 марта 1976 года при заходе на посадку в простых метеоусловиях самолёт Ан-24РВ (бортовой номер СССP-46613) Уфимского ОАО грубо приземлился на торец ВПП с последующим отделением, выкатыванием и разрушением конструкции. Пострадавших не было. Причиной авиационного происшествия явилось предельное отклонение по глиссаде и преждевременное снижение, допущенные экипажем при заходе на посадку, а КВС имел перерыв в лётной работе 2 месяца[26].
- 1 декабря 1971 года в 13 км от аэропорта при заходе на посадку в сложных метеоусловиях потерпел катастрофу самолёт Ан-24Б (бортовой номер СССP-46788) Саратовского авиаотряда. Погибли все 57 человек, находившиеся на борту. Причиной катастрофы стал полёт в условиях обледенения в облаках (при отключённой антиобледенительной системе)[27].

- В 1970 году при заправке самолёта Ан-24Б Горьковского ОАО (бортовой номер СССP-46241) произошёл пожар. Самолёт полностью сгорел. Пострадавших не было.

## Памятники
- 18 марта 1981 года в аэропорту Саратов совершил посадку самолёт Ил-18 с бортовым номером СССР-75540. Выполнив свой последний полёт, самолёт был установлен в качестве памятника у торгового центра (нынешняя Сиеста и ТЦ Тау Галерея). В 90-х годах в памятнике устроили кинотеатр. Позднее по словам очевидцев детали салона и шасси самолета можно было видеть в разных частях города и даже у продавцов антиквариата. Позднее самолет и вовсе пропал с постамента. Дальнейшая его судьба неизвестна.[28].
- 13 июля 2014 года перед зданием аэровокзала в качестве памятника[29] был установлен самолёт Ан-24Б с бортовым номером RA-46331, ранее эксплуатировавшийся в Саратовском объединённом авиаотряде.